# ألفريدو بوفيدا
ألفريدو بوفيدا (بالإسبانية: Alfredo Poveda)‏ (و. 1926 – 1990 م) هو سياسي من الإكوادور .

## روابط خارجية
- ألفريدو بوفيدا على موقع الموسوعة البريطانية (الإنجليزية)
- ألفريدو بوفيدا على موقع مونزينجر (الألمانية)